# Camaleó comú
El camaleó comú (Chamaeleo chamaeleon) és una espècie de sauròpsid (rèptil) escatós, única representant de la família dels camaleons (Chamaeleonidae) existent a Europa i és el camaleó mediterrani. A Espanya pot trobar-se en punts molt concrets de la geografia andalusa i al parc natural de la Serra de la Mola, Cap Tiñoso i Roldán, a la rodalia de Cartagena. A Portugal es troba a la zona de l'Algarve. Així mateix també viu a Creta i a Itàlia: s'ha naturalitzat a la part Sud de la regió de la Pulla i a Calàbria, segurament degut a introduccions d'origen humà. També està present per tota la costa mediterrània africana i al sud d'Anatòlia. El seu hàbitat són les pinedes o la màquia mediterrània properes a aiguamolls, estanys o zones humides, on abunden els mosquits i altres insectes, la base de la seva alimentació.
Es troben exemplars d'aquesta espècie des de principis de l'Holocè. Fou una de les últimes espècies a creuar d'Àfrica a Europa per la península Ibèrica. Pel que fa a la resta d'Europa, actualment aquest animal també

## Descripció

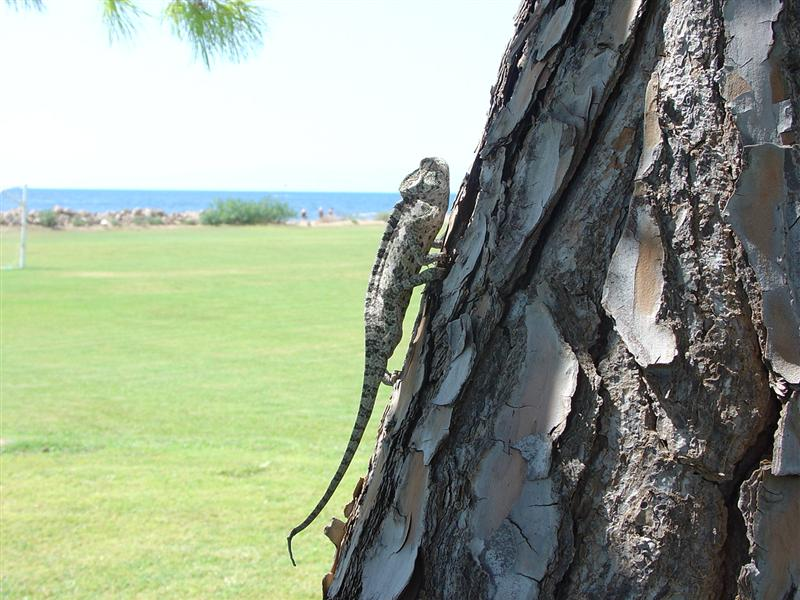
Perfil del camaleó comú, el camaleó mediterrani

El camaleó comú és una espècie típica en el seu gènere, propi del clima mediterrani. Fa al voltant de 30 centímetres. Com els altres camaleons, el camaleó comú està adaptat a la vida arborícola. Prova d'això són els seus dits oposables i la cua prènsil (motiu pel qual la cua no es pot desprendre del cos). Té una llengua llarga, enganxosa i retràctil amb què atrapa les preses a distància, mosquits o altres insectes. Els seus ulls grans i prominents es poden moure individualment, donen a l'animal una visió estereoscòpica. Els ulls estan protegits per una rígida parpella amb una petita obertura. A la part posterior del cap es troba una cresta semicircular, similar a la d'altres camaleons. El cos és comprimit però l'animal el pot eixamplar en funció del seu esta d'ànim.
El color és variable. Normalment té el cos marró, però a l'estació de zel els mascles adquireixen una tonalitat verda, les femelles adquireixen un color blau negrós quan ja estan llestes per a la posta, i també canvien per moltes altres raons: per expressar el seu estat d'ànim, per camuflar-se, per rebre més o menys radiació solar, etc.